# Chaenopsis limbaughi
Chaenopsis limbaughi es una especie de pez del género Chaenopsis, familia Chaenopsidae. Fue descrita científicamente por Robins & Randall en 1965.
Se distribuye por el Atlántico Centro-Occidental: Florida (EE. UU.), Bahamas, Puerto Rico, Gran Caimán, Islas Vírgenes, Antigua, Barbados, Aruba, Curazao, Colombia y Venezuela. La longitud total (TL) es de 8,5 centímetros. Habita en arrecifes y se alimenta de pequeños crustáceos, gusanos y peces. Puede alcanzar los 20 metros de profundidad.
Está clasificada como una especie marina inofensiva para el ser humano.